# Comunità comprensoriale
In provincia autonoma di Bolzano per comunità comprensoriale (in tedesco: Bezirksgemeinschaft, in ladino: cumunità raion o comunitè comprensoriala) si intende una unità amministrativa posta tra la provincia autonoma e i comuni, con compiti delegati dalla stessa provincia.
Nella vicina provincia autonoma di Trento le comunità comprensoriali erano denominate comprensori, ora sostituite da 15 comunità di valle (più una entità sui generis comprendente Trento e alcuni piccoli comuni limitrofi).

## Competenze
Le comunità comprensoriali sono enti che gestiscono alcuni servizi, tra i quali: strade, infrastrutture ed impianti extracomunali, servizi sanitari e sociali. Esse sono rette da una giunta comprensoriale (Bezirksausschuss), presieduta da un presidente comprensoriale (Bezirkspräsident) entrambi eletti dal consiglio comprensoriale (Bezirksrat), i cui membri sono eletti dai comuni: ogni comune elegge il proprio o i propri rappresentanti tra i rispettivi consiglieri comunali, secondo un complesso sistema proporzionale che contempla anche rappresentanti delle minoranze, sia etniche che politiche. I sindaci dei comuni del comprensorio sono membri di diritto del consiglio. Il consiglio inoltre elegge il collegio dei revisori dei conti (Rechnungsprüfer).
Le comunità comprensoriali sono otto, tra le quali vi è la città di Bolzano che costituisce un comprensorio a sé e che dal 1999 ha una struttura amministrativa diversa dalle altre comunità comprensoriali, con un direttore ed un collegio di revisori (in base alla legge provinciale n. 13/1991) ed ha preso la denominazione di Azienda Servizi Sociali di Bolzano (Betrieb für Sozialdienste Bozen).
Nei consigli comprensoriali il numero dei membri varia a seconda degli abitanti della comunità comprensoriale.
Compito delle comunità comprensoriali è il coordinamento dei comuni per quanto riguarda la cultura, economia, ecologia. Oltre a questo, la provincia autonoma di Bolzano ha delegato i compiti di servizi sociali e ambiente (incluso la costruzione delle piste ciclabili sovracomunali) alle comunità comprensoriali.

## Le comunità comprensoriali

Comunità comprensoriali dell'Alto Adige

| Comprensorio                                | Capoluogo           | Superficie   | Popolazione |
| ------------------------------------------- | ------------------- | ------------ | ----------- |
| Bolzano Bozen                               | Bolzano Bozen       | 52,34 km²    | 99 229      |
| Burgraviato Burggrafenamt                   | Merano Meran        | 1 101 km²    | 88 300      |
| Val Pusteria Pustertal                      | Brunico Bruneck     | 2 071 km²    | 73 000      |
| Oltradige-Bassa Atesina Überetsch-Unterland | Egna Neumarkt       | 424 km²      | 63 000      |
| Valle Isarco Eisacktal                      | Bressanone Brixen   | 624 km²      | 44 500      |
| Salto-Sciliar Salten-Schlern                | Bolzano Bozen       | 1 037 km²    | 44 400      |
| Val Venosta Vinschgau                       | Silandro Schlanders | 1 441,68 km² | 34 307      |
| Alta Valle Isarco Wipptal                   | Vipiteno Sterzing   | 650 km²      | 18 220      |